# Ровеньковский пивоваренный завод
Ровеньковский пивоваренный завод — промышленное предприятие в городе Ровеньки Луганской области.

## История
Пивоваренный завод помещика Рутченкова открылся в слободе Ровеньки Таганрогского округа области Войска Донского Российской империи в 1906 году, однако после начала первой мировой войны, в июле 1914 года по указу Николая II был введён запрет на изготовление и продажу спиртных напитков.
В ходе гражданской войны селение оказалось в зоне боевых действий и предприятие пострадало, но в дальнейшем было восстановлено.
В ходе Великой Отечественной войны с 20 июля 1942 до 17 февраля 1943 года город был оккупирован немецкими войсками, но в дальнейшем началось его восстановление и уже в 1943 году завод возобновил работу.
В 1956 году завод перешёл в ведение Луганского областного управления промпродтоваров, а в 1966 году - в ведение Луганского областного управления пищевой промышленности.
В целом, в советское время пивоваренный завод являлся одним из ведущих предприятий города.
После провозглашения независимости Украины государственное предприятие было преобразовано в арендное предприятие, а в октябре 1993 года - реорганизовано в закрытое акционерное общество.
С весны 2014 года фабрика находится на территории, контролируемой самопровозглашённой Луганской Народной Республикой. 

## Деятельность
Предприятие производит несколько сортов пива.